# Batne
Batne era un'importante e antica città nei pressi di Zeugma, sull'alto corso dell'Eufrate, nella zona nota come Antemusia.
Fu fondata dai Macedoni all'incrocio di due importanti vie commerciali, quella che dal Golfo persico raggiungeva la Mesopotamia e quella che collegava il vicino oriente con la Partia e l'Asia centrale.
Durante il IV secolo vi si teneva in settembre una fiera annuale con prodotti provenienti dall'India e dalla Cina.